# كازو كويكي
كازو كويكي (باليابانية: 小池一夫؛ بالكانا: こいけ かずお) هو كاتب سيناريو ومانغاكا وشاعر ياباني، ولد في 8 مايو 1936 في Ōmagari, Akita ‏ في اليابان، وتوفي في 17 أبريل 2019 في طوكيو في اليابان بسبب ذات الرئة.

## وصلات خارجية
- لا بيانات لهذه المقالة على ويكي بيانات تخص الفن

لا توجد روابط لمواقع التواصل الاجتماعي.